# Valkeajärvi (sjö i Jämsä, Mellersta Finland, 61,86 N, 24,98 Ö)
Valkeajärvi är en sjö i kommunen Jämsä i landskapet Mellersta Finland i Finland. Arean är 22 hektar och strandlinjen är 3,2 kilometer lång.  Den  ingår i Kymmene älvs huvudavrinningsområde.  Sjön ligger omkring 59 kilometer sydväst om Jyväskylä och omkring 190 kilometer norr om Helsingfors. 
I sjön finns ön Matinsaari. 